# Shidu, Jiangxi
Shidu är en sockenhuvudort i Kina. Den ligger i provinsen Jiangxi, i den sydöstra delen av landet, omkring 110 kilometer nordväst om provinshuvudstaden Nanchang. Antalet invånare är 12 832. Befolkningen består av 6 188 kvinnor och 6 644 män. Barn under 15 år utgör 16,0 %, vuxna 15-64 år 75 %, och äldre över 65 år 8,0 %.
Runt Shidu är det ganska tätbefolkat, med 93 invånare per kvadratkilometer. Närmaste större samhälle är Xinning, 16,3 km öster om Shidu. I omgivningarna runt Shidu växer i huvudsak blandskog.
Genomsnittlig årsnederbörd är 2 238 millimeter. Den regnigaste månaden är maj, med i genomsnitt 386 mm nederbörd, och den torraste är januari, med 46 mm nederbörd.